# Méry-sur-Cher
Méry-sur-Cher is een gemeente in het Franse departement Cher (regio Centre-Val de Loire) en telt 656 inwoners (2004). De plaats maakt deel uit van het arrondissement Vierzon.

## Geografie
De oppervlakte van Méry-sur-Cher bedraagt 20,7 km², de bevolkingsdichtheid is 31,7 inwoners per km².
De onderstaande kaart toont de ligging van Méry-sur-Cher met de belangrijkste infrastructuur en aangrenzende gemeenten.

## Demografie
Onderstaande figuur toont het verloop van het inwonertal (bron: INSEE-tellingen).